# 山一抗爭

山一抗爭（山一抗爭），或稱山一戰爭（山・一戦争），為1984年（昭和59年）8月5日至1989年（平成元年）3月30日間，發生於日本的一宗暴力組織繼承人選爭奪事件。

## 背景

### 田岡一雄
田岡一雄（田岡 一雄），日本幫派極道人士，生於1913年（大正2年）3月28日，德島縣三好郡三庄村。山口組暴力組織第三代高階幹部（頭目）。

### 竹中正久
竹中正久（竹中 正久），日本幫派極道人士，生於1933年（昭和8年）11月30日，兵庫縣飾磨郡御國野村。就學時期就讀姫路市立鷺城中學，但因操性問題中途退學。1960年（昭和35年）加入竹中組暴力組織。1971年（昭和46年）升任副組長（若頭）。

### 山本廣
山本廣 （山本 広），日本幫派極道人士，生於1925年（大正14年）2月15日，兵庫縣津名郡都志村。一和會暴力組織高階幹部（頭目），山口組暴力組織代理幹部（代行）。

## 事發
1981年（昭和56年），田岡一雄因病離世，指定繼承人又因身體因素離世，未有指定接替人選背景下，暴力組織頓時群龍無首，經過內部討論與選拔，1984年（昭和59年）由竹中正久與山本廣共同競爭高階幹部（組長）一職。
然而由於選拔過程發生衝突，引起競爭對手山本廣不滿，1984年（昭和59年）6月於竹中正久出任高階幹部後，山本廣宣佈退出暴力組織，另外成立一和會暴力組織。
1985年（昭和60年）1月，竹中正久於大阪住所遭到槍殺，山口組暴力組織與一和會衝突暴力組織日漸升高。
1985年（昭和60年）2月與1986年（昭和61年）7月，槍殺竹中正久事件犯人先後逮捕歸案。
1989年（平成元年），山本廣提出解散一和會，並為過往發生事件表達歉意，事件正式終結。

## 備註
1. ↑  . 《大阪地方法院堺支部》. 1992年5月7日 （日语）.
2. ↑  . 《大阪高等地方法院》. 1993年3月25日 （日语）.

## 外部連結
- 《轉角國際》被遺忘的報導：日本山口組內亂，後來呢？ （页面存档备份，存于）